# Túbia Ribeiro
João Paulo Arsénio Ribeiro (Luanda, 15 de agosto de 1966), conhecido como Túbia Ribeiro ou apenas Túbia, é um ex-futebolista e treinador de futebol angolano que atuava como atacante.
Sua carreira foi praticamente feita apenas em clubes de Portugal, onde chegou em 1991 vindo do Interclube. Tirando sua curta passagem pelo Boavista (onde não disputou nenhum jogo oficial), defendeu Desportivo das Aves (onde atuou em 174 partidas e fez 31 gols entre 1991 e 1997), União de Leiria, Sporting de Espinho, Feirense, Sporting da Covilhã e Milheiroense, onde se aposentou em 2004.

## Seleção Angolana
Pela Seleção Angolana, Túbia disputou 18 partidas e fez 2 gols entre 1994 e 2000.
Participou da Copa Africana de Nações de 1996, atuando nos 3 jogos dos Palancas Negras na competição.
O último jogo do atacante por Angola foi pelas quartas-de-final da Copa COSAFA de 2000, no empate sem gols contra o Malaui (nos pênaltis, os Palancas venceram por 5 a 4).

## Treinador
Como treinador, foi auxiliar-técnico no Interclube e no Recreativo da Caála, além de ter comandado os 2 clubes em curtos períodos.

## Títulos
Interclube
- Taça de Angola: 1986

Desportivo das Aves
- Segunda Divisão Portuguesa: 1997–98

### Individuais
- Artilheiro do Girabola de 1986 (20 gols)